# Dasyscelus intermedius
Dasyscelus intermedius är en insektsart som beskrevs av Max Beier 1954. Dasyscelus intermedius ingår i släktet Dasyscelus och familjen vårtbitare. Inga underarter finns listade i Catalogue of Life.